# Main Event der World Series of Poker 1994
Das Main Event der World Series of Poker 1994 war das Hauptturnier der 25. Austragung der Poker-Weltmeisterschaft in Las Vegas.

## Turnierstruktur
Das Hauptturnier der World Series of Poker in No Limit Hold’em startete am 6. Mai und endete mit dem Finaltisch am 10. Mai 1994. Ausgetragen wurde das Turnier im Binion’s Horseshoe in Las Vegas. Die insgesamt 268 Teilnehmer mussten ein Buy-in von je 10.000 US-Dollar zahlen, für sie gab es 27 bezahlte Plätze. Beste Frau war Barbara Samuelson, die den zehnten Platz für rund 25.000 Dollar belegte.

## Finaltisch

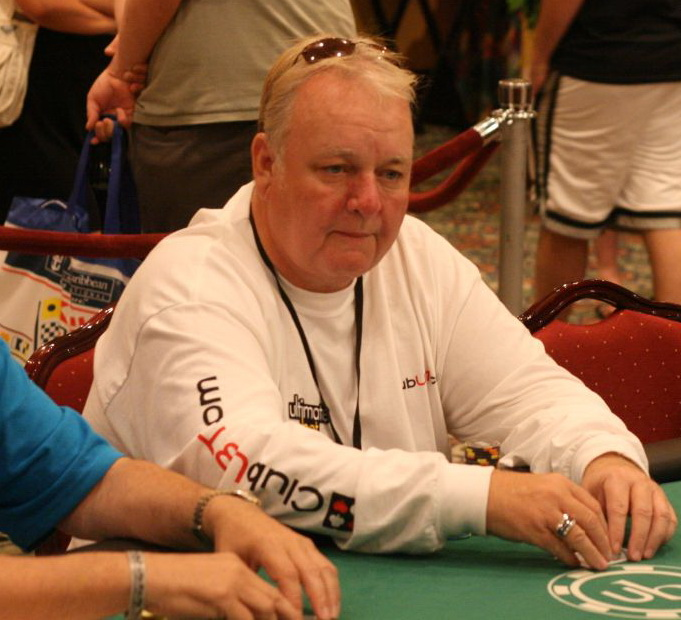
Russ Hamilton (2007)

Der Finaltisch wurde am 10. Mai 1994 ausgespielt. In der finalen Hand gewann Hamilton mit K♠ 8♥ gegen Vincent mit 8♣ 5♥.
| Platz | Herkunft           | Spieler           | Preisgeld (in $) |
| ----- | ------------------ | ----------------- | ---------------- |
| 1     | Vereinigte Staaten | Russ Hamilton     | 1.000.000        |
| 2     | Vereinigte Staaten | Hugh Vincent      | 0.588.000        |
| 3     | Vereinigte Staaten | John Spadavecchia | 0.294.000        |
| 4     | Vereinigte Staaten | Vince Burgio      | 0.168.000        |
| 5     | Vereinigte Staaten | Al Krux           | 0.100.800        |
| 6     | Vereinigte Staaten | Robert Turner     | 0.050.400        |